# Landkreis Konin

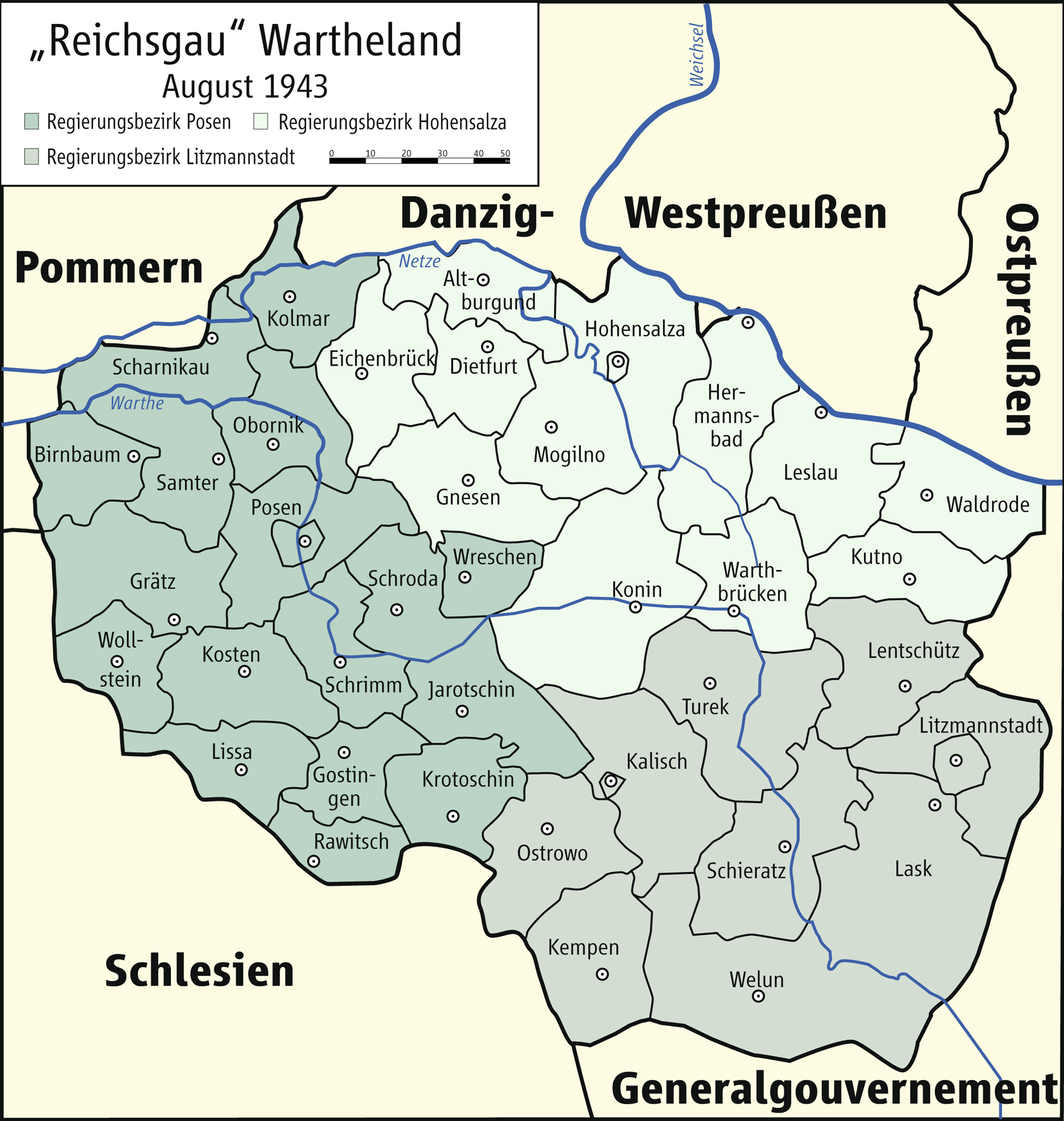
Regierungsbezirke und Kreise im Reichsgau Wartheland

Landkreis Konin war während des Zweiten Weltkrieges der Name einer deutschen Verwaltungseinheit im besetzten Polen (1939–45).

## Vorgeschichte

### 1793 bis 1807
Das Gebiet um die westpolnischen Städte Konin und Peisern gehörte nach der Zweiten Teilung Polens von 1793 bis 1807 vorübergehend als Kreis Konin und Kreis Peisern zur preußischen Provinz Südpreußen.

### 1815 bis 1817
Das Gebiet um die Stadt Pyzdry kam nach dem Wiener Kongress am 15. Mai 1815 wiederum als Kreis Peysern zu Preußen, wurde aber bereits am 11. November 1817 wieder an Kongreßpolen abgegeben. Der Rest des Kreises gehörte unter dem Namen Kreis Wreschen bis 1919 weiterhin zu Preußen.

## Verwaltungsgeschichte
Zu Beginn des Zweiten Weltkrieges besetzten deutsche Truppen den westpolnischen Powiat Konin, die Kreisstadt Konin wurde am 14. September 1939 eingenommen.
Am 26. Oktober 1939 wurde der Powiat unter der Bezeichnung Landkreis Konin an das Deutsche Reich angeschlossen, was als einseitiger Akt der Gewalt völkerrechtlich aber unwirksam war. Der Landkreis wurde Teil des Regierungsbezirkes Hohensalza im Reichsgau Wartheland.
Sitz des deutschen Landratsamtes wurde die Kreisstadt Konin.
Mit dem Einmarsch der Roten Armee im Januar 1945 endete die deutsche Besetzung.

## Politik

### Landkommissar
1939–9999: Wild

### Landräte
1939–1945: Wild

## Kommunale Gliederung
Der Landkreis Konin gliederte sich in zwei Stadtgemeinden (Konin und Słupca) und 29 Landgemeinden, die in Amtsbezirken zusammengefasst waren.

## Ausdehnung
Der Landkreis Konin hatte eine Fläche von 2383 km².

## Bevölkerung
Der Powiat Konin hatte im Jahre 1939 noch 210.745 Einwohner (davon 88 % Polen), der Landkreis Konin hatte dagegen im Jahre 1941 nur noch 186.232 Einwohner.
Die deutschen Besatzungsbehörden vertrieben zwischen dem 1. Dezember 1939 und dem 31. Dezember 1943 über 21.000 Polen aus dem Gebiet.
Die jüdische Bevölkerung des Powiats zählte vor der Besetzung über 6000 Personen (etwa 3 % der Gesamtbevölkerung). Bei Kriegsbeginn flüchtete ein Teil vor den Deutschen ins Landesinnere. Die verbliebenen Juden wurden zunächst in Ghettos in Konin, Grodziec und Zagórów zusammengezogen und dort 1941 ermordet.
In einem geschlossenen Gebiet von Wreschen nach Konin bis Kalisch siedelten seit Anfang des 18. Jahrhunderts deutsche Kolonisten. Da dieses Gebiet bis dahin nicht landwirtschaftlich genutzt worden war, war es nur dünn besiedelt. Während der deutschen Besetzung im Zweiten Weltkrieg wurden weitere deutsche Familien angesiedelt. Nach Kriegsende wurden die Deutschen vertrieben.

## Ortsnamen
Bereits Ende 1939 wurden von den lokalen Besatzungsbehörden viele Orte eigenmächtig mit deutschen Bezeichnungen versehen, dabei handelte es sich meist um lautliche Angleichungen, Übersetzungen oder freie Erfindungen. Am 18. Mai 1943 erhielten alle Orte im Wartheland mit einer Post- oder Bahnstation auch offiziell deutsche Namen, die teilweise von den seit 1939 eingeführten Ortsnamen abweichen.
Liste der Städte und Amtsbezirke im Landkreis Konin:
| polnischer Name     | deutscher Name (1939–1945)                       |
| ------------------- | ------------------------------------------------ |
| Brzeźno             | 1939–1943 Briesen 1943–1945 Briesberg            |
| Budzisław Kościelny | Büßlau                                           |
| Ciążeń              | Streben                                          |
| Dąbroszyn           | Eichhagen                                        |
| Golina              | Gohlen                                           |
| Gosławice           | Goslawitz                                        |
| Grodziec            | 1939–1943 Großdorf 1943–1945 Grodschütz          |
| Kazimierz Biskupi   | 1939–1943 Bischofshofen 1943–1945 Bischofsfelden |
| Kleczew             | Lehmstädt                                        |
| Konin               | Konin                                            |
| Kramsk              | Kramsried                                        |
| Lądek               | 1939–1943 Landorf 1943–1945 Londeck              |
| Młodojewo           | Jungingen                                        |
| Oleśnica            | Erlenbruch                                       |
| Ostrowite           | Naßwerder                                        |
| Piotrkowice         | Peterswalde                                      |
| Pyzdry              | Peisern                                          |
| Rychwał             | Reichwald                                        |
| Rzgów Pierwszy      | 1939–1943 Roggen 1943–1945 Roggenheim            |
| Skulsk              | Rollensee                                        |
| Sławoszewek         | 1939–1943 Hohenfelde 1943–1945 Ruhmingen         |
| Ślesin              | Schlüsselsee                                     |
| Słupca              | Grenzhausen                                      |
| Stare Miasto        | 1939–1943 Altstädt 1943–1945 Altstädtel          |
| Szymanowice         | 1939–1943 Simmern 1943–1945 Simmerwitz           |
| Trąbczyn            | Drommin                                          |
| Wilczyn             | Wolfsbergen                                      |
| Wysokie             | 1939–1943 Höhenau 1943–1945 Kramshöhe            |
| Zagórów             | Hinterberg                                       |
| Dłusk               | Langenau                                         |